# Міжусобна війна на Русі (1146—1154)
Міжусобна війна в Русі (1146—1154) — боротьба за владу в Київському та інших князівствах, яка розпочалася в результаті смерті Всеволода Ольговича і тривала до смерті Ізяслава Мстиславича. У війні протистояли князь Ізяслав зі своїм дядьком та молодший брат його батька Юрій Долгорукий, який, хоча і мав право на престол, зміг остаточно утвердитися в Києві лише після смерті Ізяслава Мстиславича та свого старшого брата В'ячеслава Володимировича.

## Попередні події
Протистояння розпочалося ще до 1130-х років внаслідок угоди між Мстиславом Великим і Ярополком Володимировичем про передачу Переяславського князівства після смерті Мстислава його синові. Це порушило права молодших Мономаховичів. Аналогічна угода існувала між В'ячеславом Володимировичем та молодшими Мономаховичами щодо успадкування Волині та Суздаля їх синами.
У 1127 році Мстислав Великий не відновив на престолі Чернігівського князівства Ярослава Святославича, вигнаного зятем Мстислава Всеволодом Ольговичем, за що Всеволод віддав Мстиславу Курськ.
У 1139 році помер Ярополк Володимирович, що обіймав київський престол. За його правління Ольговичі, скориставшись конфліктом між молодшими Мономаховичами та Мстиславичами, виступивши на боці останніх, змогли повернути собі Курське князівство. В'ячеслав Мономахович, як найстарший претендент приїхав до Києва. Але його вигнав Всеволод Ольгович Чернігівський. В цій ситуації Володимир та Ізяслав Давидовичі отримали чернігівські землі. Молодші Ольговичі, які володіли Новгород-Сіверським князівством, спробували оволодіти Переяславом, але безуспішно.
Юрій Долгорукий, чий син Ростислав княжив у Новгороді, спробував заохотити новгородців для походу проти Всеволода на південь. Але його не підтримали. Тоді Юрій вперше в історії внутрішніх воєн на Русі захопив Торжок. Новгородці знову закликали на князювання Святослава Ольговича, а згодом Святослава Всеволодовича. Після цього, Всеволод Ольгович, побоюючись повернення до Новгорода Ростислава Юрійовича, погодився на пропозицію Ізяслава Мстиславича і направив до Новгорода Святополка Мстиславича у 1142 році.

## Князювання Ізяслава в Києві (1146—1149)
У 1146 році Всеволод Ольгович помер. Він заповів князювання своєму братові Ігореві. Але це викликало невдоволення киян, які закликали на князювання Ізяслава Мстиславича. У серпні 1146 року під Києвом біля озера Надова Ольговичі й Давидовичі були розбиті і втекли до Чернігіва, а Ігор потрапив у полон. В'ячеслав Володимирович сприйняв вигнання Ольговичів з Києва як відновлення своїх прав, і віддав волинський престол, що звільнився після від'їзду Святослава Всеволодовича, своєму племіннику Володимиру Андрійовичу. Ізяслав у відповідь не лише оволодів Волинню, але і посадив замість В'ячеслава у Турові свого сина Ярослава (старший, Мстислав, був посаджений у Переяславі).
Давидовичі, побоюючись помсти Ізяслава, уклали з ним союз проти Святослава, заявивши свої претензії на Новгород-Сіверське князівство. Тоді Святослав звернувся за допомогою до Юрія Долгорукого, звільнити брата, обіцяючи за це визнати його старшинство. Юрій Долгорукий пообіцяв допомогу, повідомивши Святослава, що той може починати бойові дії.
Поки Святослав збирав військо, Давидовичі вторглися в сіверську волость і обложили Новгород-Сіверський. Незабаром до них приєднався син великого князя Мстислав Ізяславич з переяславцями та берендеями. Разом вони розорили околиці і спробували взяти місто штурмом, але були відбиті його захисниками.
Юрій Долгорукий, затриманий нападом на свої володіння муромо-рязанського князя Ростислава Ярославича, який діяв на прохання Ізяслава, послав на допомогу Святославу свого сина Івана з військом у грудні 1146 року. Зраділий Святослав віддав Івану половину своєї волості: Курськ та міста по Сейму. Одночасно стало відомо, що до Новгород-Сіверського рухається велике військо великого князя.
Святослав відступив до Карачева (у верхів'ях Оки), взявши із собою дружину, дітей та дружину Ігоря. Його переслідував Ізяслав Давидович із 3 тисячами вершників. 16 січня 1147 року Святослав з дружиною (військом) та половцями атакував Ізяслава неподалік Карачева і, «розкидавши його військо лісом», відірвався від переслідування. Не чекаючи підходу основних сил київського великого князя, Святослав підпалив Карачев і пішов «за ліс» до «В'ятичів». Святослав отримав від Юрія 1000 білозерських латники, але похід проти Давидовичів був перерваний через раптову хворобу і смерть Івана Юрійовича (24 лютого 1147).
Проте вже навесні Юрій і Святослав здійснили набіги на землі союзників Ізяслава, відповідно на Торжок та на смоленські володіння у верхів'ях Протви. Питання про новгородські дані став причиною походу Ізяслава і його союзників на Суздальщину в 1149 році і був істотним пунктом переговорів між Ізяславом та Юрієм в ході подальшої війни. Після набігів Юрій зустрівся зі Святославом в Москві (4 квітня 1147).
Після чутки про змову Давидовичів з Ольговичами Ігор був убитий у Києві у вересні 1147 року, а Давидовичі повернули Святославу Новгород-Сіверський, утримавши Курськ. Святослав отримав від Юрія Долгорукого іншого сина Гліба, з сильною дружиною, і посадив його в Курську, вигнавши звідти Мстислава Ізяславича. Примітно, що куряни, як пізніше переяславці та кияни, відмовилися воювати проти Мономаховича. В 1148 році Ізяслав Мстиславич, стурбований примиренням Ольговичів з Давидовичами, ходив на Чернігів з угорцями, проти нього до Любеча виходили Давидовичі зі Святославом, рязанцями та половцями. Тому Ізяслав відступив без битви. Однак Давидовичі і Святослав, не отримавши допомоги від Юрія, заключили союз з Ізяславом і погодитися на участь у спільному з ним похід на Суздальщину.
Згодом до Ізяслава прийшов старший син Юрія Ростислав, незадоволений тим, що батько уклав союз з Ольговичами і направив ним на допомогу проти Ізяслава (за версією Лаврентіївського літопису), або через те, що не дав йому волості (за версією Іпатіївського літопису), і отримав її від Ізяслава, визнав його старшинство.
На початку 1149 року Ізяслав, залишивши в Києві брата Володимира, організував похід на суздальські землі смоленських і новгородських військ. Союзники пограбували володіння Юрія на Волзі і вивели з князівства 7 тисяч полонених. Давидовичі та Святослав виступили в похід, але участі в конфлікті не взяли. Повернувшись до Києва, Ізяслав запідозрив Ростислава Юрійовича у змові проти нього і позбавив спадку. Скориставшись цим формальним приводом, Юрій прийшов на південь. Там він з'єднався зі Святославом Ольговичем і половцями і зажадав від Ізяслава Переяславль, але отримав відмову. На допомогу Ізяславу прийшов Ізяслав Давидович, але битва під Переяславлем ними була програна. Кияни, як і переяславці, відмовилися битися проти Юрія Мономаховича.

## Князювання Юрія в Києві (1149—1151)
Зайнявши Київ, Юрій повернув Святославу Курськ і віддав Турів. Решту міст розділив між синами: Ростиславу — Переяславль, Андрію — Вишгород, Борису — Білгород, Глібу — Канів, Васильку — Суздаль.
Отримавши допомогу від поляків, угорців і чехів, Ізяслав покликав на київський стіл дядька В'ячеслава, погрожуючи в разі відмови йти на його долю — Пересопницю. Але напад прусів на Польщу і загроза Угорщини з боку галицького князя Володимира Володаревича (Володимирка) змусили союзників Ізяслава повернутися. В цей час, його дядько з половцями взяли в облогу Луцьк. За посередництва Володимира Володаревича був укладений мир, за яким сторони обіцяли повернути награбоване, але Юрій не виконав своїх зобов'язань.
У 1150 році Ізяслав раптово розпочав нову війну і завдяки сприянню чорних клобуків і киян без особливих зусиль захопив Київ. Юрій Долгорукий втік за Дніпро, а В'ячеслав спробував зайняти київський престол, але Ізяслав змусив дядька виїхати до Вишгорода. Ізяслав рушив через Звенигород, перейшов Стугну і Ольшаницю, після чого дізнався від розвідників про те, що галичани розташувалися у верхів'ях річки. Обидва війська перед битвою на Ольшаниці знаходилися на різних берегах.
Після цього, Юрій з'єднався з Ольговичами і Давидовичами, а з заходу на Київ рушив Володимирко Галицький. За таких несприятливих обставин Ізяслав задумав прикритися правами В'ячеслава на київський стіл і знову покликав дядька до Києва. Ображений В'ячеслав спочатку відмовився, але потім погодився розділити владу з племінником. Проте Ізяслав був розбитий галичанами і знову втік на Волинь.

## Князювання Ізяслава в Києві (1151—1154)
Взимку 1151 року на допомогу Ізяславу прийшов загін від угорського короля Гези II. Вони знову рушили на Київ. Ізяславу майстерним маневром вдалося відірвався від погоні Володимирка. Юрій змушений був знову залишити Київ, а Ізяслав покликав до Києва В'ячеслава. Володимирко розсердився на нерозторопність союзників і припинив воєнні дії. З цього моменту і до смерті Ізяслава дядько та племінник формально правили спільно (1151—1154), хоча всі питання вирішувалися Ізяславом. Юрій Долгорукий і після цього не хотів відмовитися від своїх прав на Київ: навесні 1151 року він переправився через Дніпро, але при цьому двічі зазнав поразки: під Києвом та на річці Руті. У другій битві, Ізяслава поранили. Вже після бою власний воїн, що не впізнав князя в обличчя, ледь не вбив його. Приведені сином Ізяслава Мстиславом угорці були розбиті галичанами, але завдання відволікти останніх від вирішального зіткнення Ізяслава і Юрієм було виконане. Юрій зберіг на півдні лише Курськ, у Переяславі Ізяслав посадив на княжий стіл сина Мстислава.
У 1151 році Ізяслав втратив вплив у Полоцьку, звідки одруженого з його сестрою Рогволода Борисовича вигнав мінський князь Ростислав Глібович, що визнав старшинство Святослава Ольговича.
У 1152 році союзні Ізяславу угорці розгромили галичан на р. Сані. Битва завершилась перемир'ям. Того ж року, почувши про зруйнування свого Городка, Юрій Долгорукий звернувся за допомогою до рязанських князів. Ростислав прийшов на допомогу з полками муромськими і рязанськими. Похід закінчився невдалою облогою Чернігова. Ізяслав із союзниками осадив Новгород-Сіверський і змусив Святослава Ольговича укласти мир. У 1152—1153 роках Ізяслав двічі відправляв сина Мстислава з військами проти половців, на береги Орелі і Самари: спочатку половці були розбиті, а вдруге — уникли зіткнення.
У 1153 році Володимирко Галицький помер. У 1153 році Ізяслав завдав поразки молодому галицькому князю Ярославу Володимировичу в битві біля Теребовля, але сам поніс великі втрати і велів перебити полонених. Цього ж року Юрій розпочав новий похід на південь. Біля Козельська він з'єднався з половцями, але повернувся назад, відправивши до половців сина Гліба, аби залучити більшу їх кількість. Рязань захопив Андрій Боголюбський, але був вигнаний Ростиславом з половецькою допомогою. Після смерті Святополка Мстиславича у 1154 році Ізяслав посадив на волинський престол свого брата Володимира.

## Подальші події
Ізяслав помер у листопаді 1154 року. Київським князем на запрошення В'ячеслава став Ростислав Мстиславич. Ізяслава Давидовича, що приїхав раніше за нього під приводом похорону Ізяслава Мстиславича до Києва не впустили. Ростислав віддав Турів синові своєї сестри та племінникові Святослава Ольговича, Святославові Всеволодовичу, який першим приїхав до Києва. Гліб Юрійович вторгся до Переяславського князівства. Ростислав з Мстиславом Ізяславичем та Святославом Всеволодовичем рушили на Чернігів, вимагаючи від Ізяслава Давидовича відмовитися від претензій на Київ. Той вивів війська назустріч. У цей час, прийшла звістка з Києва про смерть В'ячеслава (грудень 1154). Ростислав не зважився вступати в бій, чим викликав обурення і відведення військ Мстиславом Ізяславичем.
Отримавши звістку про смерть В'ячеслава, Юрій рушив на південь через Смоленське князівство. Ростислав змушений був покинути Київ, вивести смолян назустріч дядька й укласти з ним мирну угоду (січень 1155). Ізяславу, що зайняв Київ, довелося поступитися Юрію (березень 1155). У Вишгороді почав правити Андрій Юрійович, у Турові — Борис Юрійович, у Переяславі — Гліб Юрійович, у Пороссі — Василько Юрійович.
Юрій разом із Ярославом Галицьким спробував відібрати у Мстислава Ізяславича спочатку Луцьк, а після того як Мстислав вигнав з Володимира свого дядька Володимира Мстиславича, й Володимир. Обидві спроби виявилися невдалими. Це дозволило Мстиславу залишився волинським князем. Під тиском Юрія, він змушений був поступитися Дорогобужем та Пересопницею Володимиру Андрійовичу. Таким чином Юрій частково виконав клятву, дану батькові Володимира Андрію Володимировичу. Обмеження прав Мстиславичів викликало вихід Ростислава Мстиславича смоленського із союзу з Юрієм та укладання чернігівсько-волинсько-смоленської спілки.

## Оцінка
Юрія, на відміну від Ізяслава, важко назвати борцем за продовження Мономахової традиції. Ізяслав зберігає, навіть у скрутному становищі, широкий політичний кругозір. Домагаючись Києва, він намагається стати на чолі всіх князів руських, мати підтримку своїх та роду свого, а боротьба з Юрієм для нього неминуча, бо незалежна і ворожа суздальська сила загрожує впливу його в Новгороді і допомагає опертися ворожим елементам Чернігівщини… Багато відомостей про діяльність Юрія Володимировича дозволяє зробити висновок, що з київським престолом він не пов'язував жодних широких позитивних завдань.— Пресняков А. Е. Княжое право в Древней Руси. Лекции по русской истории. Киевская Русь — М.: Наука, 1993. ISBN 5-02-009526-5.
Боротьба за Київ триває ще довго після того, як він, фактично, втратив значення справжнього центру всієї Київської Русі, і в цій боротьбі гинуть спроби старших Мономаховичів стати місцевою київською династією, гинуть, незважаючи на підтримку, зустрінуту ними серед людей. Сама Мономахова лінія Рюрикового роду, широко розкинулася від Волині до Суздальщини, розколюється на ворожі стани в боротьбі за Київ. Не відмовляються від нього чернігівські Ольговичі, ревниво стежать за ним, перешкоджаючи його посиленню, особливо з'єднанню з Волинню, і галицькі князі. У цьому сенс всієї боротьби за Київ після смерті Всеволода Ольговича (1146). Не вдаючись в аналіз її перипетій, зазначу тільки істотні її моменти.

Такими можна вважати: 1) прагнення Мономахових пращурів розмежувати на свою користь правобережне Подніпров'я від Ольговичів чернігівських;
2) відмову старших Мономаховичів від мрії заснувати в Києві центр свого сімейного володіння і перенесення його на Волинь;
3) відмова — після спроби Юрія Долгорукого — суздальських Мономаховичів від зв'язку старейшинства з Києвом і перехід їх до політики, подібної з галицькою, політики ослаблення Київщини, яка перестає бути опорним пунктом для загальноруського впливу князів, що вели більш широку політику, і

4) перетворення Києва з центру на форпост Південної Русі, поки його остаточно не зломила татарська навала.— Пресняков А. Е. Княжое право в Древней Руси. Лекции по русской истории. Киевская Русь — М.: Наука, 1993. ISBN 5-02-009526-5.